# Анита Бошковска
Анита Бошковска (на македонска литературна норма: Анита Бошковска) е северномакедонска съдийка.

## Биография
Родена е в столицата на Народна република Македония Скопие. Завършва право в Юридическия факултет на Скопския университет в 1987 година и полага съдийски изпит в 1989 година. В 1996 година е избрана за съдийка в Основен съд Скопие I. От 2007 до 2009 година е съдийка в гражданския отдел на Основен съд Скопие II. След това в 2009 година е избрана за съдийка в Апелативния съд, където работи по граждански дела и е председателка на съвета на съда. В 2023 година е избрана за съдийка във Върховния съд на Северна Македония.